# SISIテスト

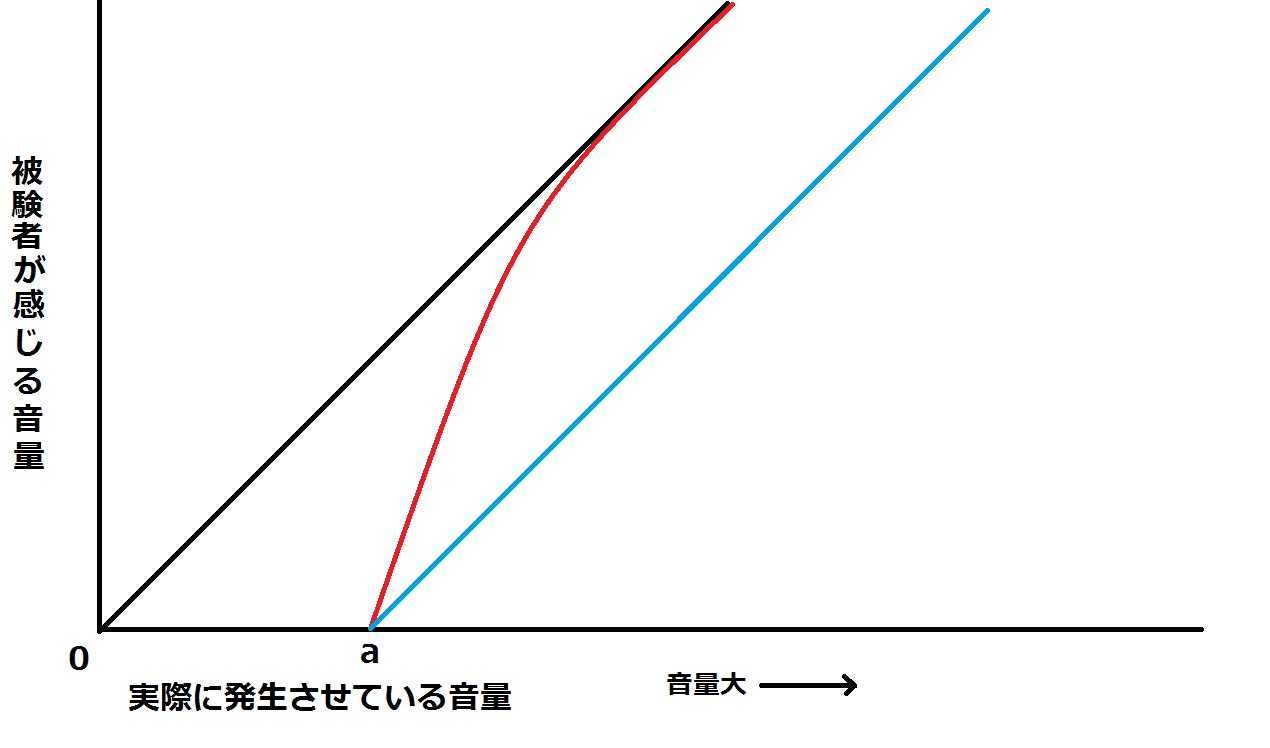
聴覚補充現象の説明図。健常耳（黒線）では実際の音の大きさと感じる音の大きさは比例するが、補充現象陽性耳（赤線）では閾値（a）より小さい音は聞えないが、閾値を超えると急速に聞える音量の大きさが上昇する。補充現象陰性の難聴（青線）では変化の度合いは変わらない。

SISIテストあるいはSISI検査（英語：short increment sensitivity index test）とは聴力検査の一種で、患者の難聴が内耳性の難聴であるかを検査するために行われる。

## 概要
メニエール病などの内耳性の感音性難聴では聴覚の補充現象が出ることが多い。聴覚の補充現象では閾値音量（聞える最低限の音量）を超えると急速に聞える音の大きさの変化の割合が実際の音の大きさの変化の大きさより拡大して感じられる。このことを利用して、閾値上20dBの持続音を被験者に聞かせ、その持続音を5秒に一回、200ms（1/5秒）1dBだけ音量を強くする。健常耳では1dB程度のわずかな音の大きさの変化には気が付かないが、補充現象陽性の耳だと閾値上の音の実際の大きさの変化以上に音の変化を強く感じるのでわずか1dBの音の大きさの変化も容易に感じることができる。この5秒に200ms（1/5秒）だけ1dB音量を強くことを20回あるいは100回程度繰り返し、音の大きさの変化に何回気が付いたかを調べるのがSISIテストである。1dBの音の大きさの変化に気が付いた割合（SISIスコア）が健常耳だと15%以下であるが、SISIスコアが60%以上だと補充現象陽性耳だと推定される。特に補充現象が顕著であるメニエール病ではSISIスコアが90%以上を示すことが多い。

## 検査の意義
難聴でも中耳の伝音性難聴や聴神経腫瘍などの後迷路の難聴では補充現象は見られないので、補充現象陽性を確認できれば患者の疾患の原因が内耳にあることが推測することができる。SISIテストでは耳のどの部分に異常があるのかを推測することができるのである。